# 里弗維尤科勒尼 (蒙大拿州)
里弗維尤科勒尼（英語：Riverview Colony）是位於美國蒙大拿州利伯蒂縣的普查規定居民點。

## 人口
根據2020年美國人口普查的數據，里弗維尤科勒尼的面積為2.34平方千米，皆為陸地。當地共有人口100人，而人口密度為每平方千米42.74人。